# Springer, Novi Meksiko
Springer je mjesto u okrugu Colfaxu u američkoj saveznoj državi Novom Meksiku. Prema popisu stanovništva SAD 2010. ovdje je živjelo 1047 stanovnika.

## Zemljopis
Nalazi se na 36°21′50″N 104°35′37″W / 36.36389°N 104.59361°W (36.363976, -104.593491). Nalazi se u dolini rijeke Cimarrona, zapadno od ušća te rijeke u rijeku Canadian. Prema Uredu SAD-a za popis stanovništva, zauzima 3,80 km2 površine, sve suhozemne.

## Povijest
Springer je bio okružno sjedište okruga colfaxa od 1882.—1897. Springer bio je dijelom land granta Luciena B. Maxwella, jednog od najvećih privatnih posjeda u povijesti SAD. Nalazi se blizu Cimarronskog odvojka, jednog od glavnih grana željezničke pruge koja je vodila u Santa Fe. 1881. godine bio je rančerski rat, kad je Maxwell prodao svoj land grant skupini ulagača.

## Stanovništvo
Prema podatcima popisa 2000. u Springeru bilo je 1285 stanovnika, 520 kućanstava i 372 obitelji, a stanovništvo po rasi bili su 79,46% bijelci, 1,09% afroamerikanci, 14,94% ostalih rasa, 4,51% dviju ili više rasa. Hispanoamerikanaca i Latinoamerikanaca svih rasa bilo je 69,96%.

## Vanjske poveznice
- Općinske škole
- Ekonomski razvitak Sporingera